# Liste der Baudenkmäler in Wehringen
Auf dieser Seite sind die Baudenkmäler in der schwäbischen Gemeinde Wehringen zusammengestellt. Diese Tabelle ist eine Teilliste der Liste der Baudenkmäler in Bayern. Grundlage ist die Bayerische Denkmalliste, die auf Basis des Bayerischen Denkmalschutzgesetzes vom 1. Oktober 1973 erstmals erstellt wurde und seither durch das Bayerische Landesamt für Denkmalpflege geführt wird. Die folgenden Angaben ersetzen nicht die rechtsverbindliche Auskunft der Denkmalschutzbehörde.

## Baudenkmäler
| Lage                               | Objekt                                | Beschreibung | Akten-Nr.     | Bild                                  |
| ---------------------------------- | ------------------------------------- | --- | ------------- | ------------------------------------- |
| Aue 4 (Standort)                   | St. Nepomuk-Statue, Heiligenfigur     | Hl. Johannes von Nepomuk, Holzfigur, 18. Jh.; in modernem Bildstock; an der Straße nach Wehringen. | D-7-72-125-27 | weitere Bilder                        |
| Friedenstraße 1 (Standort)         | Gasthaus                              | zweigeschossiger Bau mit Steilsatteldach, Gesimsgliederung und Figurennische mit Pilastergliederung im Südgiebel, 1. Hälfte 18. Jahrhundert. | D-7-72-215-1  | Gasthaus                              |
| Heilig-Kreuz-Straße 9 (Standort)   | Katholische Heilig Kreuz-Kapelle      | Rechteckbau mit dreiseitigem Schluss und Dachreiter mit Zwiebelhaube, um 1700, vergrößert 1751; mit Ausstattung | D-7-72-215-2  | Katholische Heilig Kreuz-Kapelle      |
| Kirchberg 3 (Standort)             | Katholische Pfarrkirche St. Georg     | Saalbau mit eingezogenem Chor und südlichem Satteldachturm, Turm 11. Jahrhundert, im 13. Jahrhundert und 1541 erhöht, Chor und Langhaus im Kern um 1400, 1741/47 barockisiert; mit Ausstattung; Friedhofsmauer des ehemaligen befestigten Friedhofs, mit Schießscharten, Strebepfeilern, zwei Toren und Figurennische, 16. Jahrhundert. | D-7-72-215-3  | weitere Bilder                        |
| Südliche Hauptstraße 38 (Standort) | Katholische Gruftkapelle St. Antonius | Rundbau mit Kuppeldach, im Nach-Jugendstil, von Heinrich Düll und Georg Petzold, 1918/20. | D-7-72-215-4  | Katholische Gruftkapelle St. Antonius |